# Гори ватра (песма)
Гори ватра је песма коју је 1973. на Песми Евровизије (Евросонгу) у Луксембургу извео југословенски поп певач Здравко Чолић. Музику и текст за песму написао је Кемал Монтено. Било је то 13. по реду учешће Југославије на овом такмичењу. 
Песма Гори ватра изведена је 7. априла, као девета по реду, током финалне вечери Евросонга у Луксембургу. Иако је Здравко Чолић у то време важио за једну од водећих младих музичких звезди у Југославији, а сам сингл наишао на одличне реакције публике, представник Југославије је у Луксембургу заузео тек 15. место (од 17 учесника) освојивши 65 бодова које су доделили чланови стручног жирија.